# Запорізький академічний обласний український музично-драматичний театр імені Володимира Магара
Запорізький академічний обласний український музично-драматичний театр імені В. Г. Магара — академічний обласний український музично-драматичний театр, розташований у Запоріжжі, який засновано 5 березня 1929 за ініціативи культвідділу Київської окружної ради профспілок і називався Театр малих форм (ТЕМАФ). Спочатку діяв у Житомирі, під час Другої світової війни в евакуації працював у Грузії, Узбекистані, Таджикистані, Туркменістані, Північній Осетії, Дагестані. За рішенням уряду з 1944 театр став базуватися у Запоріжжі.

## Історія
Театр засновано 5 березня 1929 за ініціативи культвідділу Київської окружної ради профспілок і називався Театр малих форм (ТЕМАФ).
З 1932 року театр базувався в Житомирі, який на той час входив до Київської області, і називався «Київський обласний драматичний театр імені „КОРПС“ у місті Житомирі».
1932 року театр став стаціонарним. З листопада 1932 його очолив режисер і актор Федір Гамалій. Він мріяв про велику талановиту трупу і тому наступного 1933 року схвально зустрів пропозицію про об'єднання з Першим Житомирським обласним українським драматичним театром, який очолював М. Натусь.
1937 року, коли була створена Житомирська область, театру присвоїли ім'я Миколи Щорса.
У воєнні роки 1941—1944 театр був в евакуації.
У період 1936—1965 роках театром керував народний артист СРСР Володимир Герасимович Магар, ім'я якого театр носить з березня 2004 року.
Під час Другої світової війни театр працював у Грузії, Узбекистані, Таджикистані, Туркменістані, Північній Осетії, Дагестані.
У квітні 1944 року театр за рішенням Уряду України назавжди був прописаний у Запоріжжі.
У 1953 році побудована споруда нового театру, яка стала надбанням архітектурної панорами міста.
У 2000 році проведено капітальний ремонт приміщення театру.
У різні роки художніми керівниками театру були:
- народний артист України, лауреат Державної премії ім. Т. Г. Шевченка С. К. Сміян (1966—1970),
- народний артист України М. П. Равицький (1970—1974), народний артист СРСР В. Г. Грипич (1974—1984),
- народний артист УРСР О. П. Король (1984—2001).

Станом на 2014 рік керівництво театру:
- Панькін Володимир Миколайович, заслужений працівник культури України — директор театру;
- Головатюк Євген Іванович, заслужений діяч мистецтв України — головний режисер.

З серпня 2004 року театру надано статус «академічного».
18 жовтня 2023 року, під час нічного ракетного обстрілу Запоріжжя, постраждав академічний обласний український музично-драматичний театр імені Магара. Вибуховою хвилею були вибиті вікна, у тому числі й на фасаді.

## Творчий склад театру (2014р.)
6 народних, 14 заслужених артистів України, 2 заслужених діяча мистецтв України, 2 заслужених працівника культури України.

## Актори, народні артисти
- Гапон Олександр Іванович
- Морозова Анастасія Іванівна
- Рунцова Світлана Федорівна
- Смолій Іван Ілліч
- Шинкарук Ніна Петрівна
- Матвіїшина Любов Вікторівна

## Репертуар
Українська класична, світова та сучасна драматургія, оперети та мюзикли, вистави героїко-романтичної спрямованості, комедії, музично-пластичні вистави та казки для дітей.
В театрі діють велика та мала сцена.

## Галерея

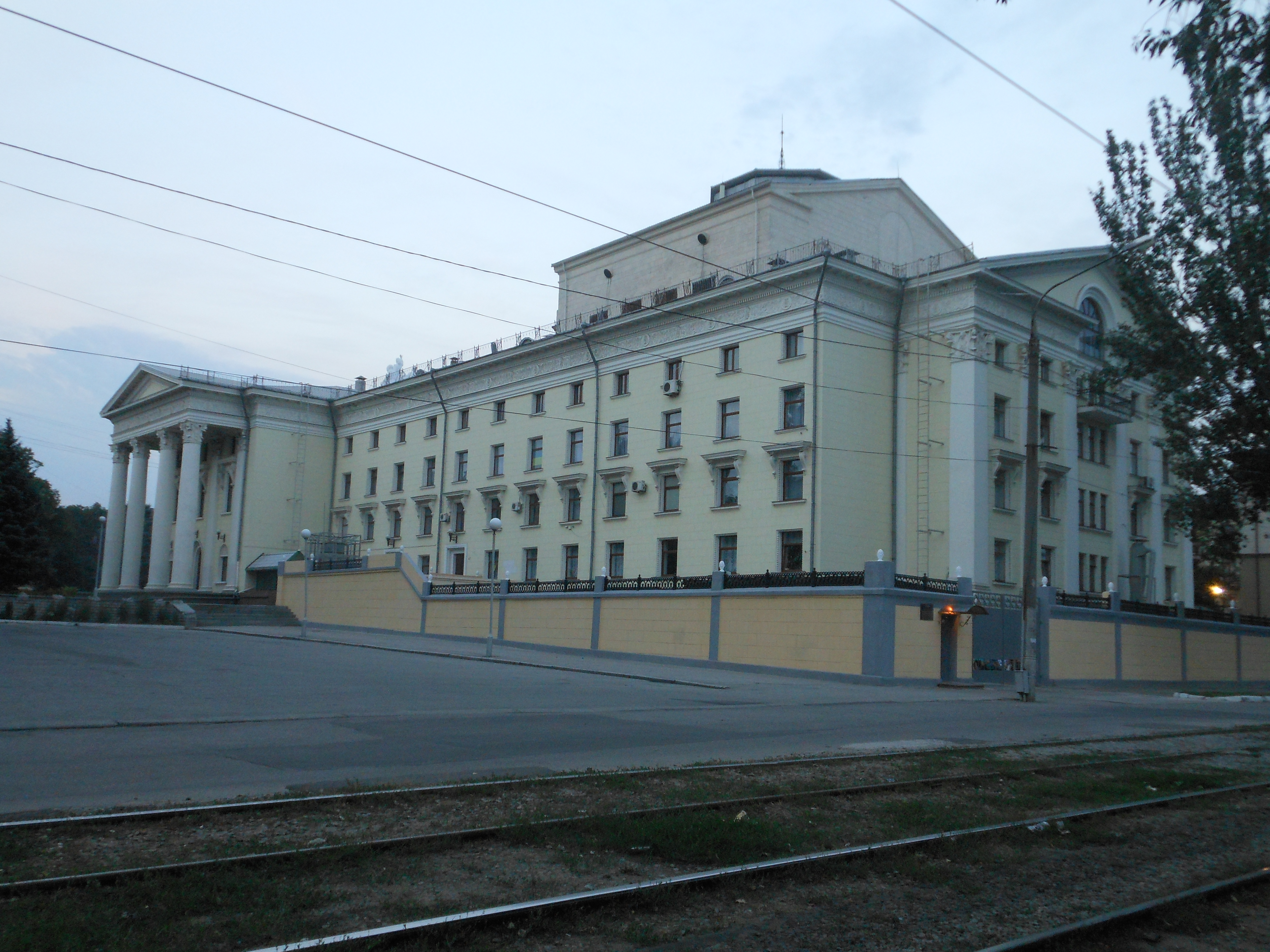
Запорізький обласний музично-драматичний театр ім. Магара. Ракурс.
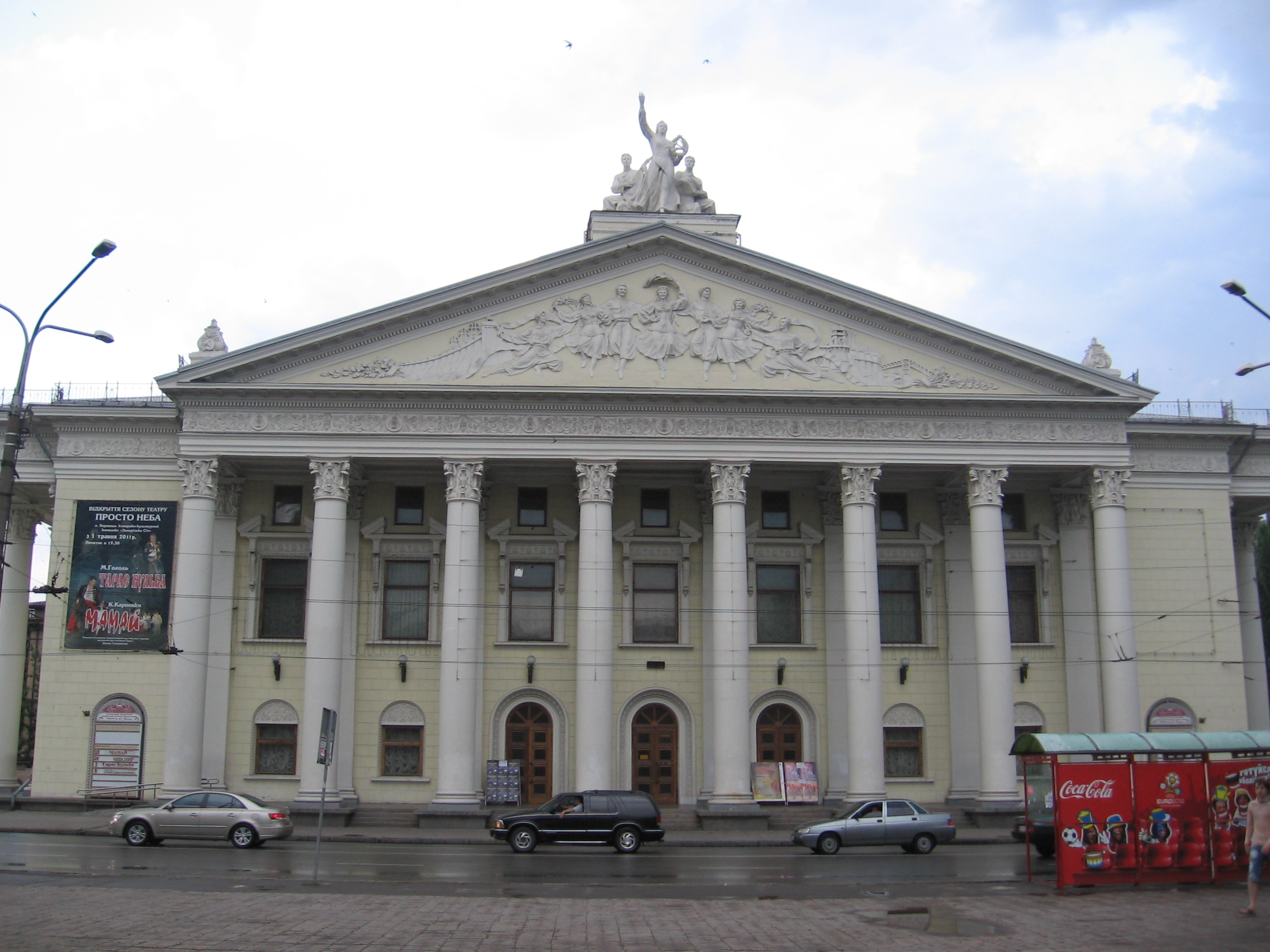
Запорізький академічний обласний український музично-драматичний театр імені В. Г. Магара. Ракурс.
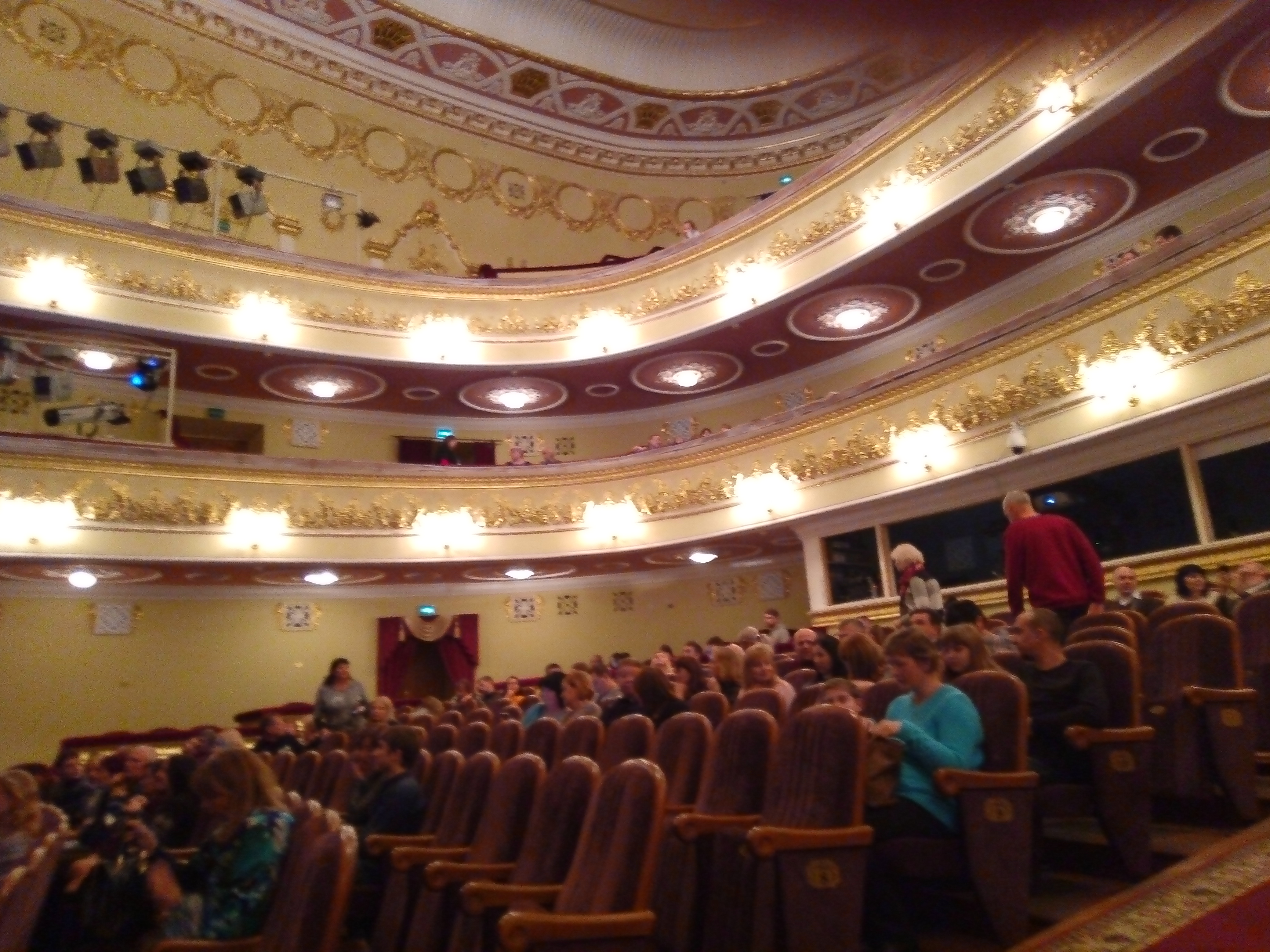
Головна зала театру. 2020 рік.
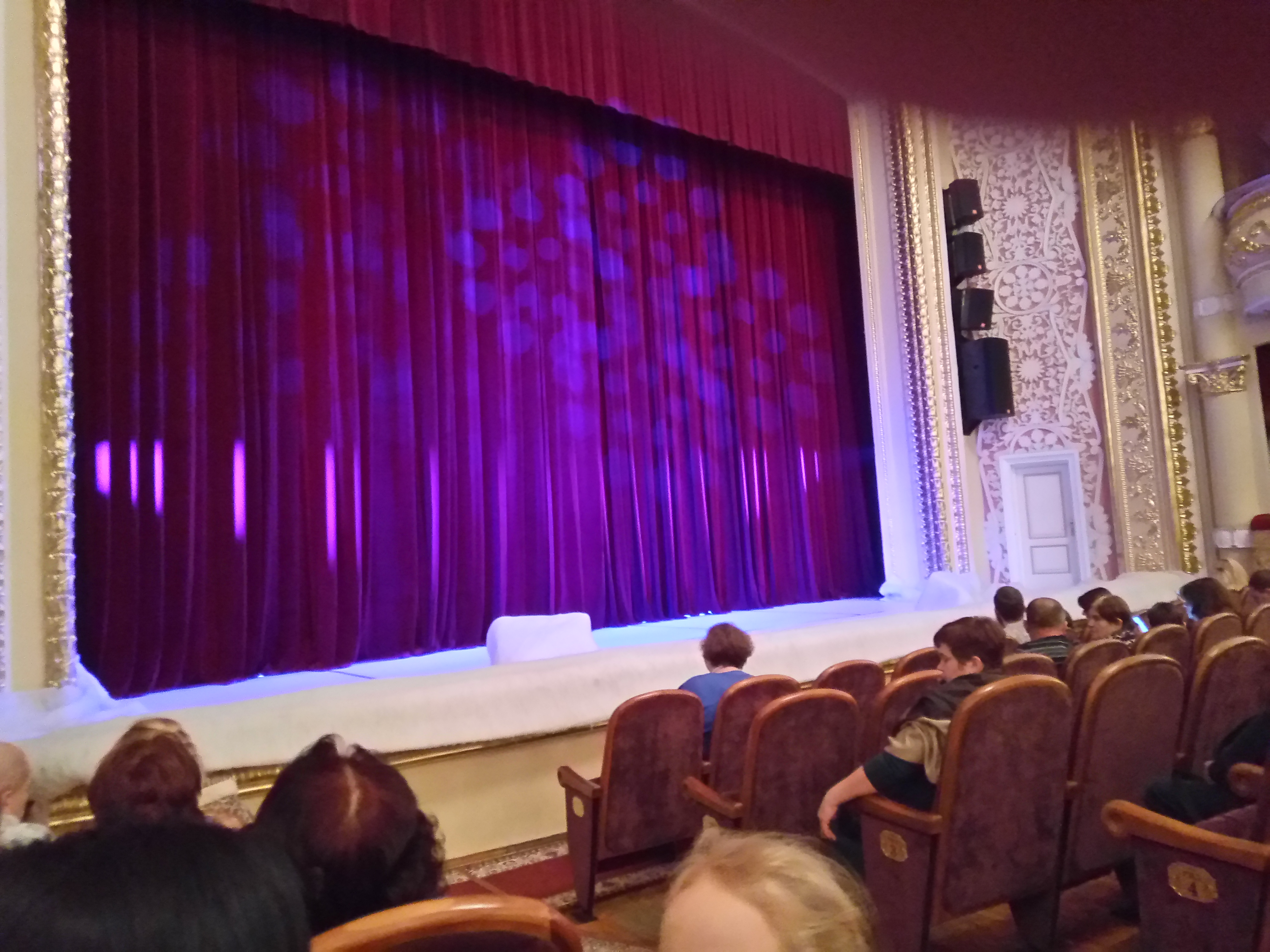
Запорізький театр. Сцена. 2020 рік.